# Хохлач, Лука Михайлович
Лука́ Миха́йлович Хохла́ч (также Лукья́н Миха́йлов Хохла́ч , Лунька, Левка, ум. 1708) — казачий атаман, участник Булавинского восстания.

## Биография
В начале 1708 года, по инициативе Луки Михайловича, Андрейки Рубца и Василия Строка на Хопре в Пристанском городке был собран круг, на котором присутствовал Булавин Кондратий Афанасьевич.
После этого Лука Михайлович был предводителем войск повстанцев, наступавших от реки Хопёр на Тамбов (город выдержал осаду), но его отряд в апреле потерпел поражение в битве на реке Битюг, после чего Хохлач был вынужден отступить. Вместе с Булавиным подписал "прелестное письмо", где излагалась цель восстания: истребление иноземцев и прибыльщиков.  Летом того же года совершил рейд на Саратов, разграбил царские суда на Волге, после чего вернулся на Дон. Там был убит казацкой старшиной, перешедшими на сторону правительства.